# Heo Min-ho
Heo Min-ho (Seul, 1 de março de 1990) é um triatleta profissional sul-coreano. 

## Carreira
Heo Min-ho competidor do ITU World Triathlon Series, disputou os Jogos de Londres 2012, terminando em 54º.